# NGC 5133
NGC 5133 في الفهرس العام الجديد، هي مجرة، تقع في كوكبة العذراء. اكتشفت في 23 أبريل 1881 بواسطة إدوارد ستيفان.

## روابط خارجية
- NGC 5133 على موقع ويكي سكاي: DSS2, SDSS, GALEX, IRAS, Hydrogen α, X-Ray, Astrophoto, Sky Map, Articles and images